# الانتخابات التشريعية الجزائرية 2002
الانتخابات التشريعية لعام 2002 في الجزائر هي انتخابات تشريعية جرت في 30 مايو 2002 لانتخاب 389 نائبا في المجلس الشعبي الوطني الجزائري .

## الحملة الانتخابية
تمثل هذه الانتخابات التشريعية بداية حقبة إيجابية وهادئة في السياسة الجزائرية.

## النتائج

### مقالات ذات صلة
- حكومة Benflis I
- الانتخابات في الجزائر